# Militaryzm

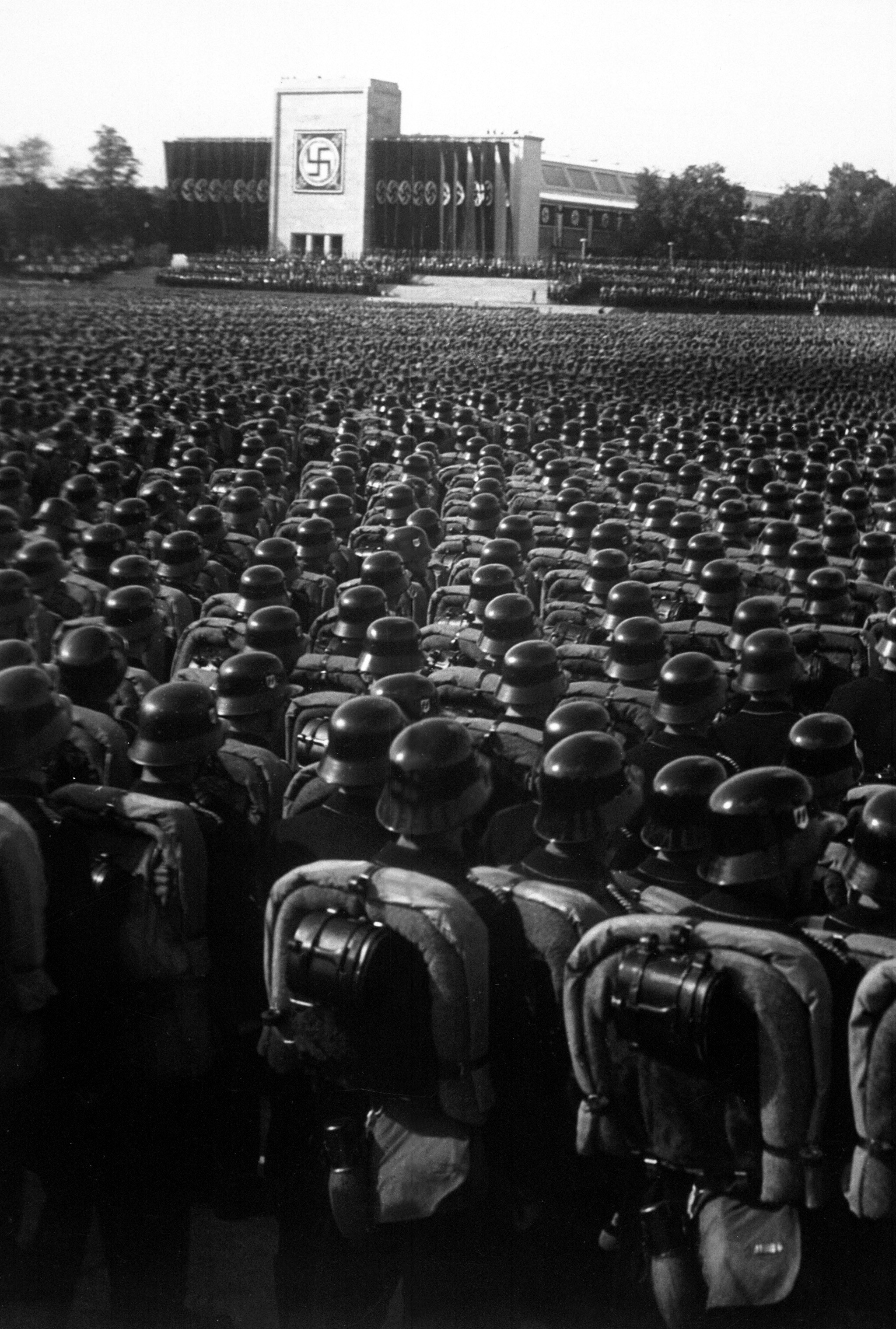
Militaryzm w III Rzeszy

Militaryzm – system, opierający siłę państwa na stałej i możliwie licznej armii.
Militaryzm ma trzy powiązane ze sobą znaczenia:
- tendencja w polityce wewnętrznej polegająca na rozbudowywaniu potencjału militarnego państwa do rozmiarów przekraczających znacznie rzeczywiste potrzeby obronne, w powiązaniu z przejmowaniem przez koła wojskowe coraz większej kontroli nad całym państwem;
- agresywna polityka zewnętrzna – polegająca na celowym wywoływaniu konfliktów zbrojnych lub dążenie do rozstrzygania dotychczasowych konfliktów metodami siłowymi;
- styl zachowania (społeczny i socjologiczny) – charakteryzujący się na przykład popularnością organizacji paramilitarnych, tworzeniem kultu sił zbrojnych, elementami musztry w szkołach, stosowaniem w cywilnych instytucjach umundurowania i organizacji na wzór wojskowy itp.

Militaryzm jest często formą reakcji państwa na zagrożenie, choć często siły dążące do militaryzacji tworzą sztuczne zagrożenia lub rozdmuchują rzeczywiste do przesadnych rozmiarów aby uzasadnić nimi wydatki na zbrojenia. Militaryzacja ma często charakter samonapędzającego się mechanizmu. Pierwotne, rzeczywiste zagrożenie powoduje początkowo racjonalny rozrost wydatków na zbrojenia, co generuje wzrost potęgi politycznej przedsiębiorstw zbrojeniowych oraz samej armii. Po zniknięciu rzeczywistego zagrożenia koła militarno-zbrojeniowe wyszukują szybko nowe zagrożenia, aby uzasadnić nimi utrzymanie lub nawet wzrost wydatków na zbrojenia, co z kolei powoduje dalsze wzmacnianie wpływu tych kół na gospodarkę i politykę.
Ma także istotny wpływ na kształtowanie życia, mentalności i stosunków społecznych, na przykład poprzez rozbudzanie w społeczeństwie agresji, propagowanie idei ekspansji, jak w państwach totalitarnych XX wieku; bądź w powiązaniach oficera-przedstawiciela grupy uprzywilejowanej z żołnierzem-przedstawicielem warstwy niższej (jak to było w Prusach).
Szczególnym przypadkiem militaryzmu był wyścig zbrojeń – podczas zimnej wojny – pomiędzy blokami wojskowymi kierowanymi przez Stany Zjednoczone i Związek Radziecki. Choć państwa te zbroiły się, poświęcały znaczne środki na rozwój nowych technik wojskowych i rozwiązywały konflikty metodami siłowymi (w wojnach lokalnych), to doprowadził on do równowagi sił i uchronił świat przez III wojną (przede wszystkim dzięki posiadaniu przez obie strony broni atomowej). Obie potęgi wzajemnie oskarżały się o militaryzm.
Od militaryzmu trzeba wyraźnie odróżnić przestawienie wielu gałęzi produkcji i mobilizację społeczeństwa podczas wojny, która miała miejsce na przykład w czasie drugiej wojny światowej w Wielkiej Brytanii, Stanach Zjednoczonych czy Związku Radzieckim.

## Przykłady państw zmilitaryzowanych
Przykładami państw zmilitaryzowanych są:
- Prusy za Fryderyka Wilhelma I i Fryderyka II
- hitlerowska III Rzesza
- Japonia w latach 1936–1945
- faszystowskie Włochy w latach 1922–1943
- współcześnie Korea Północna

Większe wydatki państwa na cele militarne, w konsekwencji powodują ograniczenie środków na realizację pozostałych celów. Jeżeli państwo jest w posiadaniu dużych rezerw mocy wytwórczej i zasobów pozwalających na zwiększenie wydatków na cele wojskowe może być czynnikiem wpływającym na wzrost produkcji globalnej i zatrudnienia bez strat związanych z zaspokojeniem potrzeb społecznych. Jednak taki sam rezultat w tych warunkach możliwy jest dzięki przeznaczeniu odpowiednich środków na cele pokojowe np. przyspieszenie modernizacji i rozbudowy infrastruktury.